# 奧爾德米申 (密歇根州)
奧爾德米申（英語：Old Mission）是位於美國密歇根州大特拉弗斯縣半島鎮區的一個非建制地區。

## 地理
奧爾德米申所處的海拔為高於海平面179米（即587英呎），而該地所採用的時區為UTC-5，即北美东部時區（EST）。同時該地設有夏令時間，為UTC-5調快一小時，即UTC-4（EDT）。